# Never Have I Ever (televisieserie)
Never Have I Ever is een Amerikaanse Coming of age-tienerdrama. De serie werd gecreëerd door Mindy  Kaling en Lang Fisher. Hoewel de serie plaats vindt in de San Fernando Valley is de verhaallijn losjes gebaseerd op eigen ervaringen van Kaling van haar jeugd in de buurt van Boston. De serie ging op 27 april 2020 in première op Netflix. 
De cast bestaat voornamelijk uit Aziatische personages. Op 15 juli 2021 kwam het tweede seizoen uit, op 12 augustus 2022 het derde seizoen en op 8 juni 2023 het vierde en tevens laatste seizoen. 
Tennislegende John McEnroe is de verteller van het verhaal.

## Verhaallijn
Het verhaal draait rond Devi Vishwakumar, een 15-jarig meisje van Indiaas-Amerikaans Tamil meisje dat in Sherman Oaks naar school gaat. Na de plotse dood van haar vader Mohan kan Devi om onverklaarbare redenen plots niet meer lopen. Na enkele maanden staat ze plots weer op om te kijken naar de knappe jongen Paxton Hall-Yoshida.

## Rolverdeling
Legenda
 = Hoofdrol
 = Bijrol
 = Gastrol
 = Geen rol
| Maitreyi Ramakrishnan | Devi Vishwakumar    | 10 | 10 | 10 | 30 |
| Poorna Jagannathan    | Nalini Vishwakumar  | 10 | 10 | 10 | 30 |
| Darren Barnet         | Paxton Hall-Yoshida | 10 | 9  | 10 | 29 |
| Jaren Lewison         | Ben Gross           | 7  | 10 | 10 | 27 |
| Richa Moorjani        | Kamala Nandiwadal   | 8  | 8  | 10 | 26 |
| Lee Rodriguez         | Fabiola Torres      | 7  | 9  | 10 | 26 |
| Ramona Young          | Eleanor Wong        | 7  | 8  | 10 | 25 |
| John McEnroe          | Zichzelf, verteller | 9  | 9  | 10 | 28 |
| Benjamin Norris       | Trent Harrison      | 8  | 10 | 8  | 26 |
| Sendhil Ramamurthy    | Mohan Vishwakumar   | 7  | 6  | 4  | 17 |
| Adam Shapiro          | Mr. Shapiro         | 6  | 7  | 3  | 16 |
| Niecy Nash            | Dr. Jamie Ryan      | 5  | 4  | 4  | 13 |
| Ranjita Chakravarty   | Nirmala Vishwakumar |    | 8  | 6  | 14 |
| Megan Suri            | Aneesa              |    | 7  | 7  | 14 |